# 迈瑙岛
迈瑙岛（德語：Mainau，發音：[ˈmaɪnaʊ] ⓘ），昵称“花岛”（Blumeninsel），是在德国巴登-符腾堡州博登湖中的一个岛 （位于湖北部南岸康斯坦茨附近）。它是一座花园岛屿，也是环保实践的典范。在行政上，迈瑙岛自1971年12月1日成为康斯坦茨的一部分。迈瑙岛原属的利策尔施泰滕市在那时候被并入康斯坦茨市，成为现在康斯坦茨十五区中的一部分。

## 图库

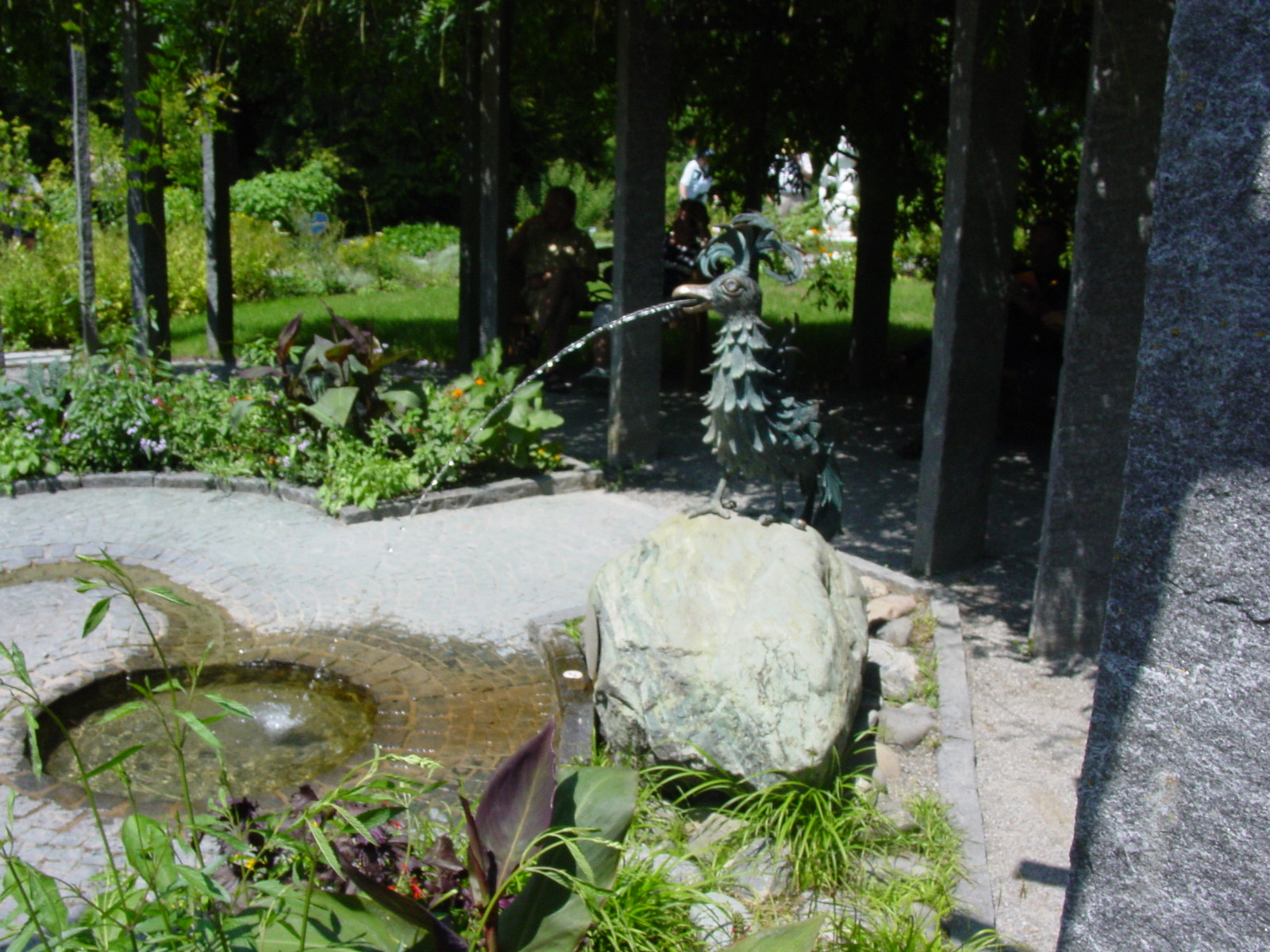
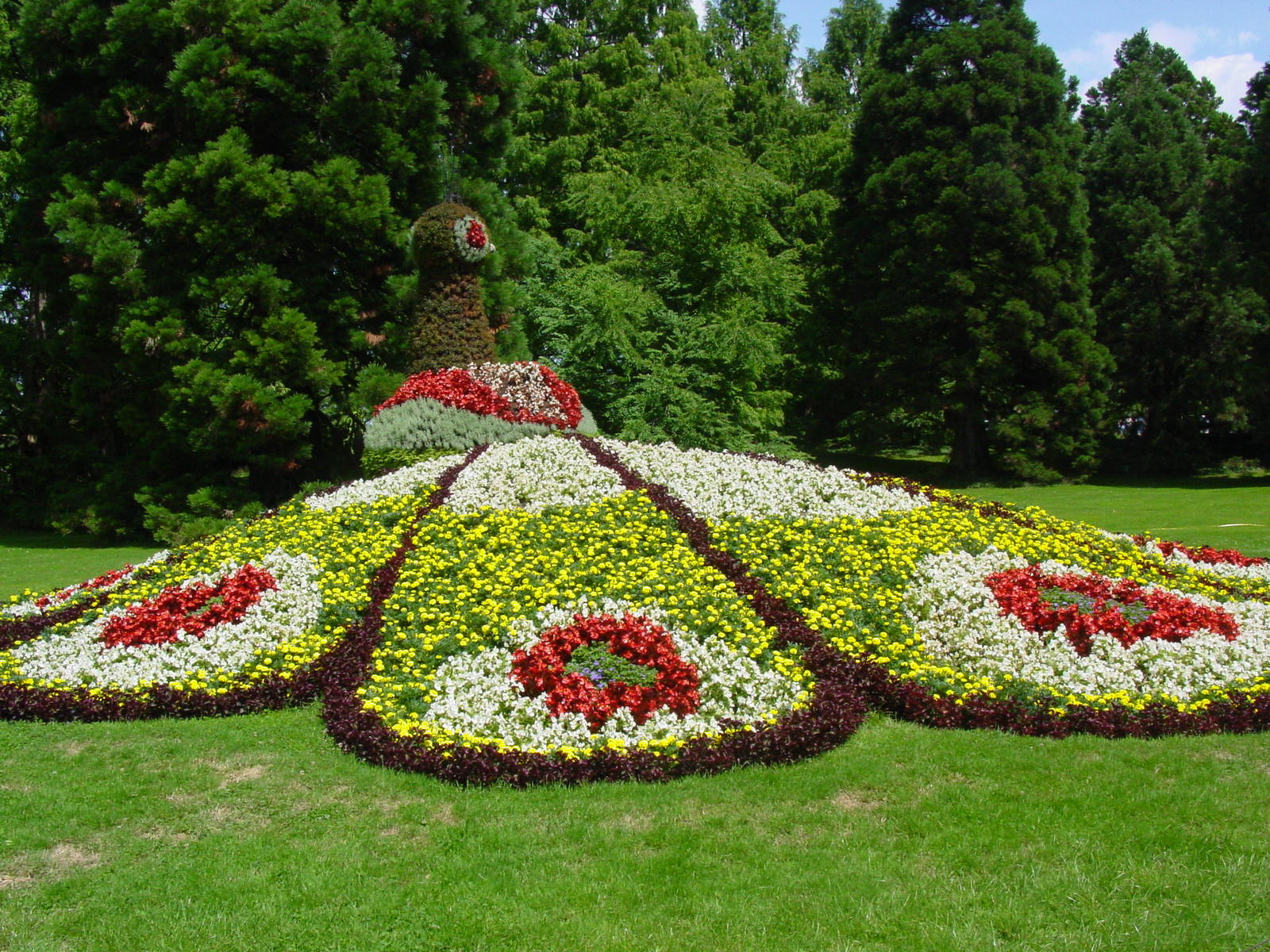
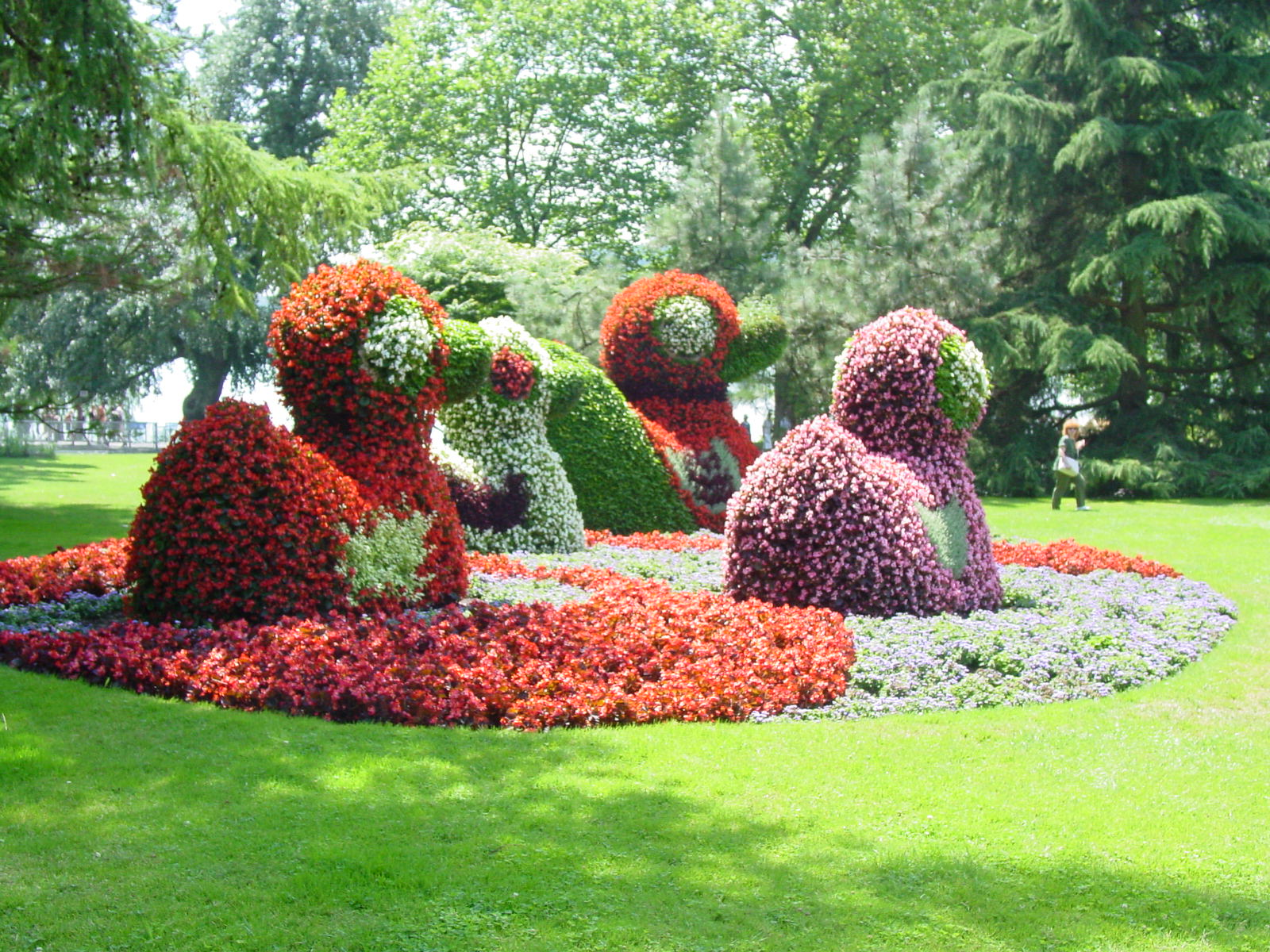
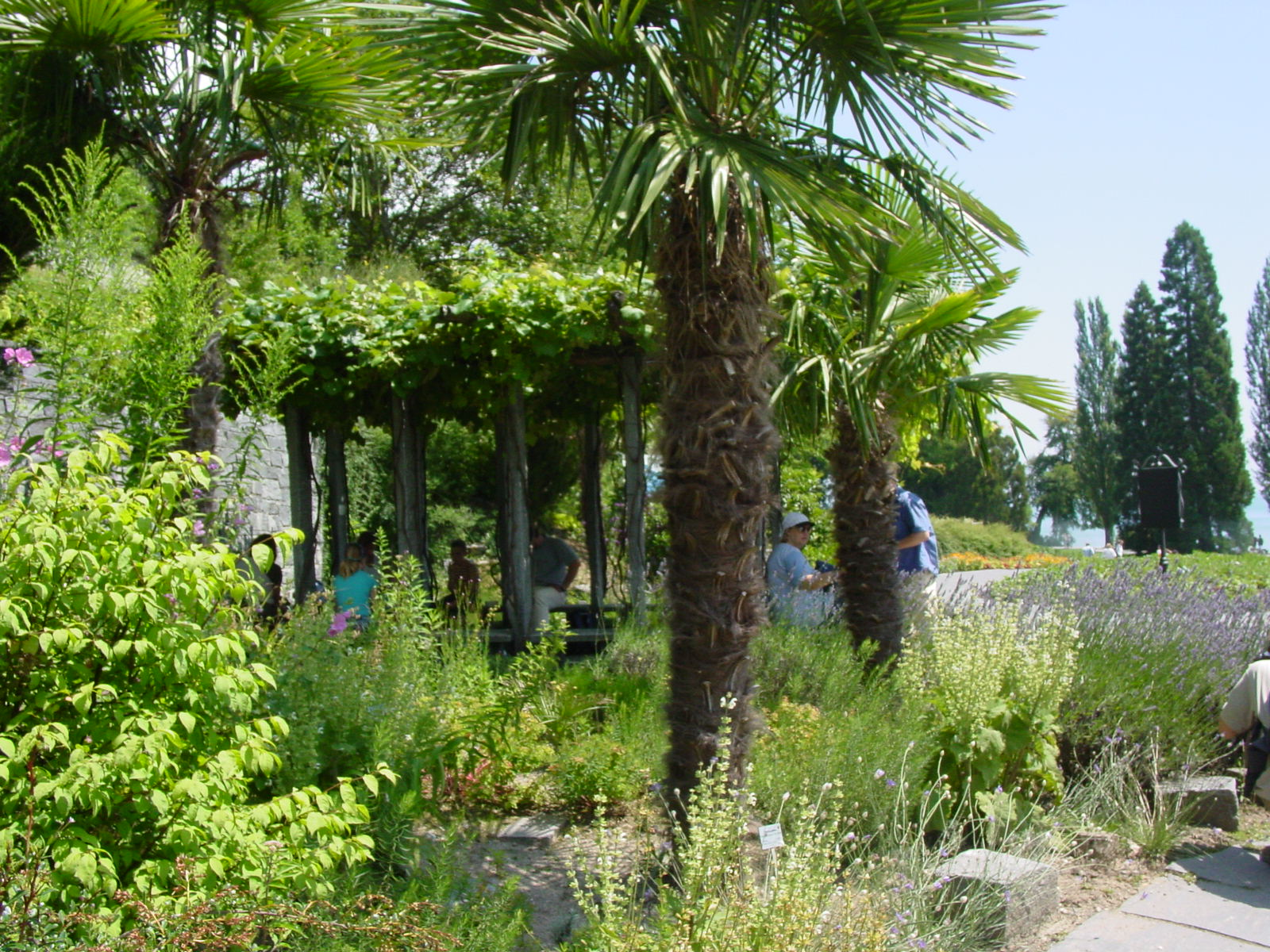
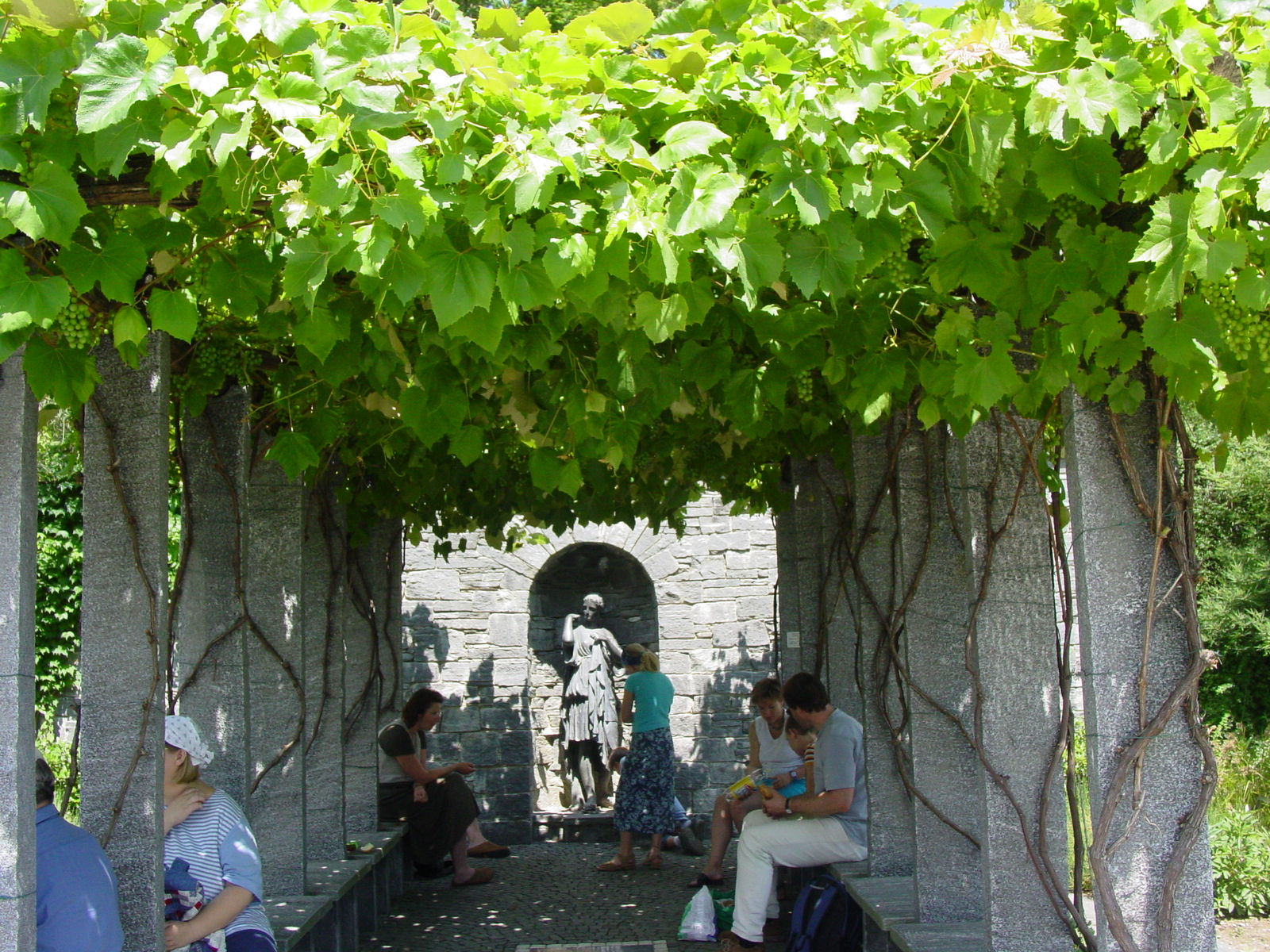
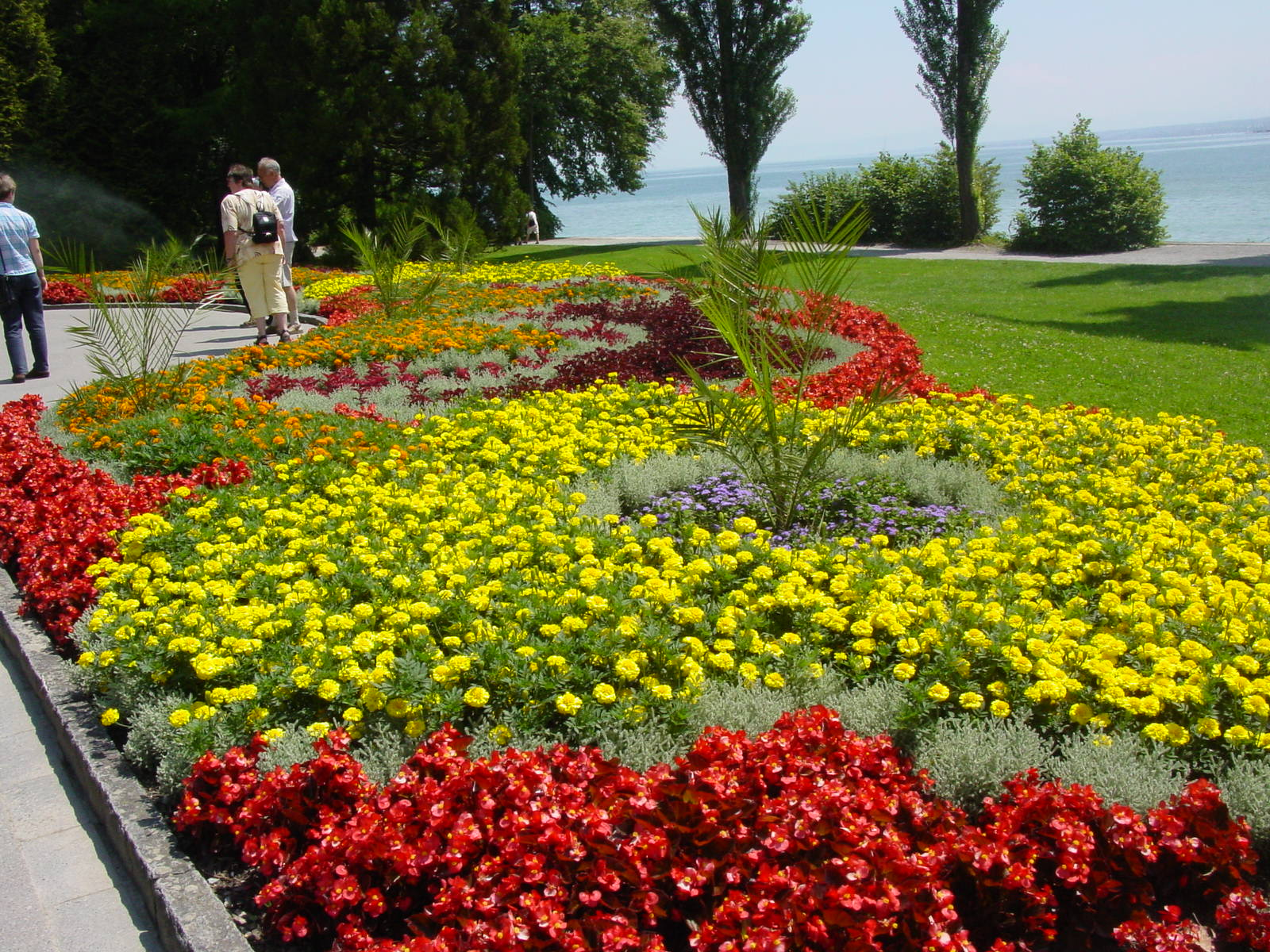
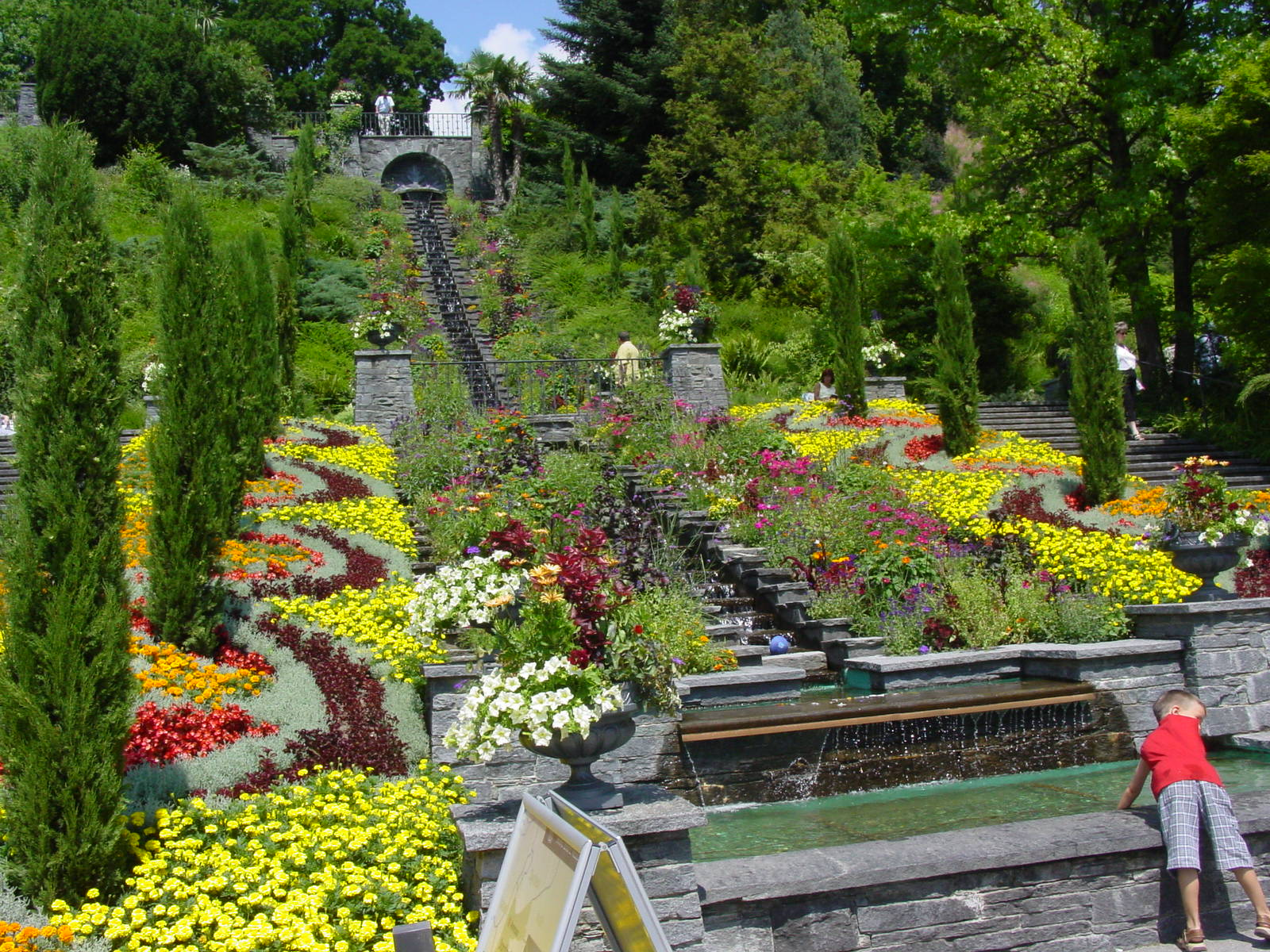
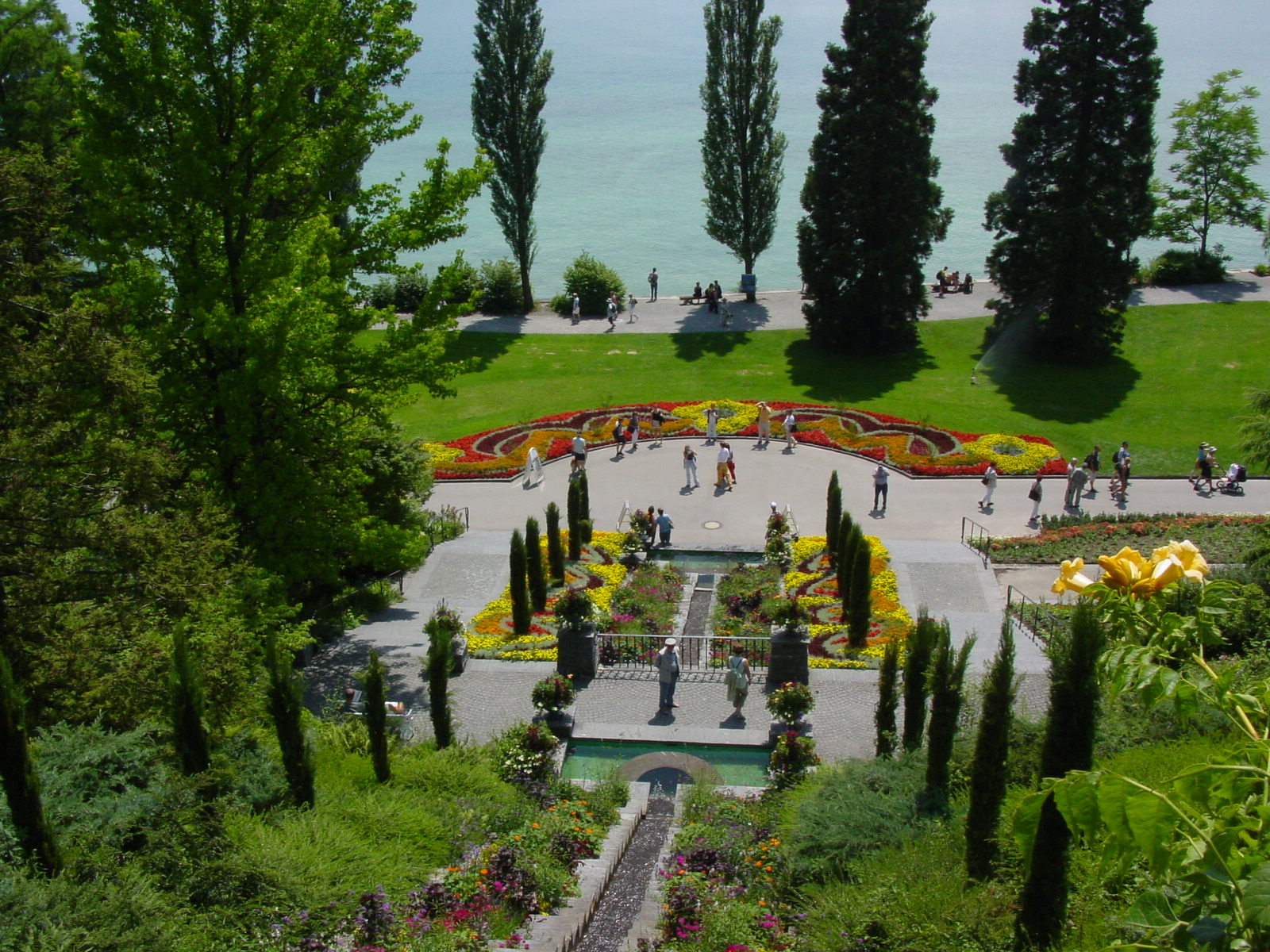
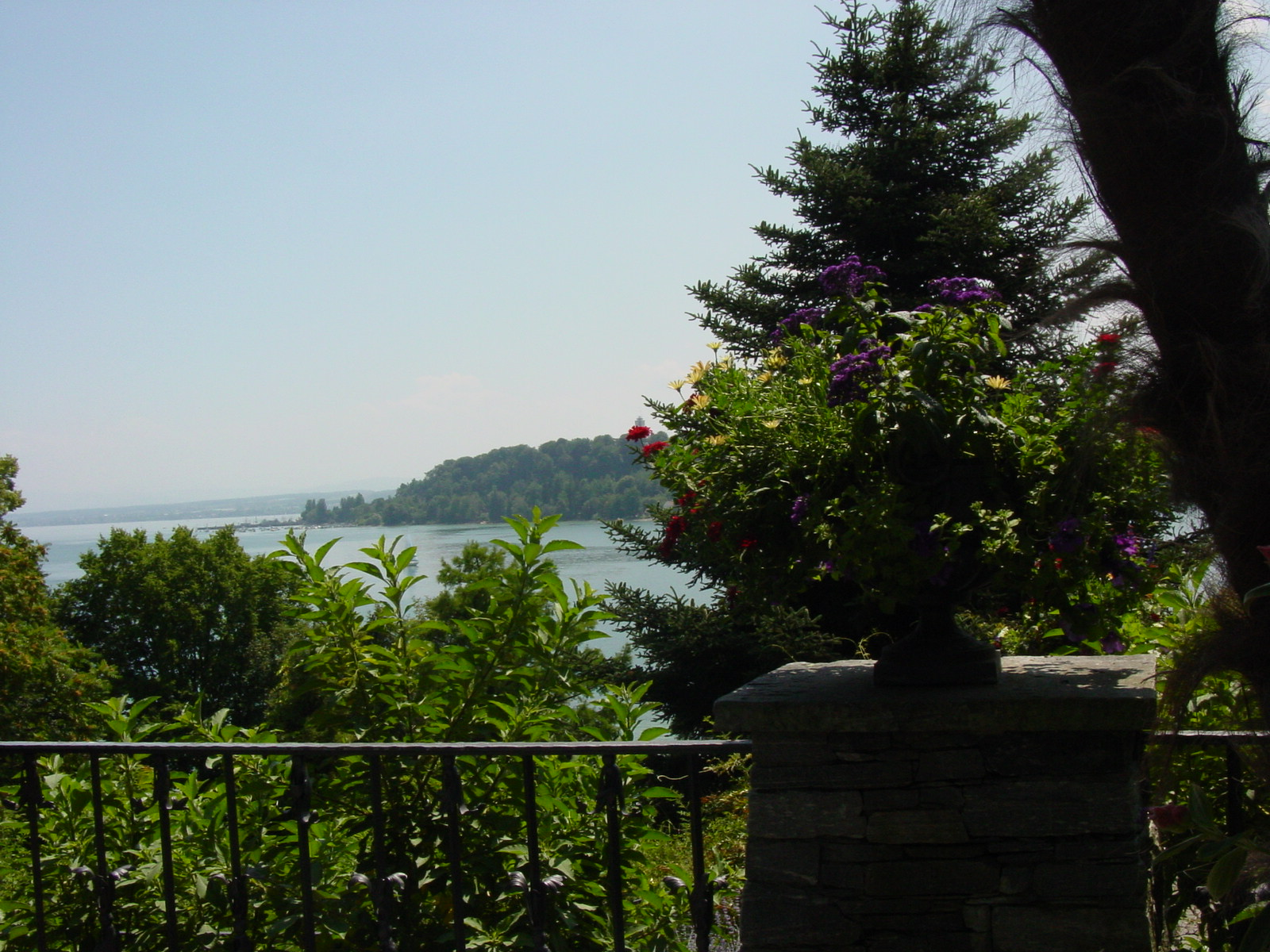
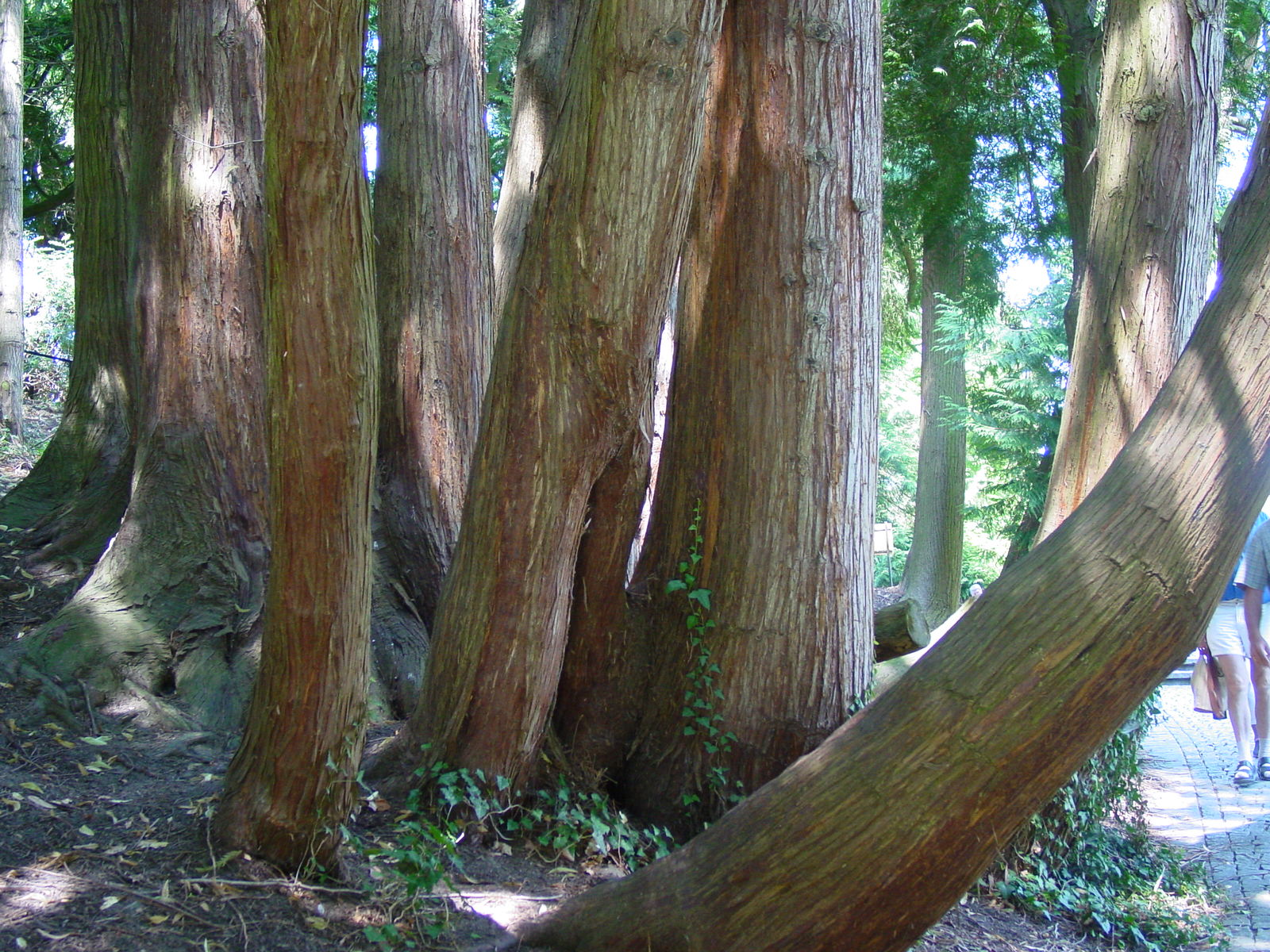
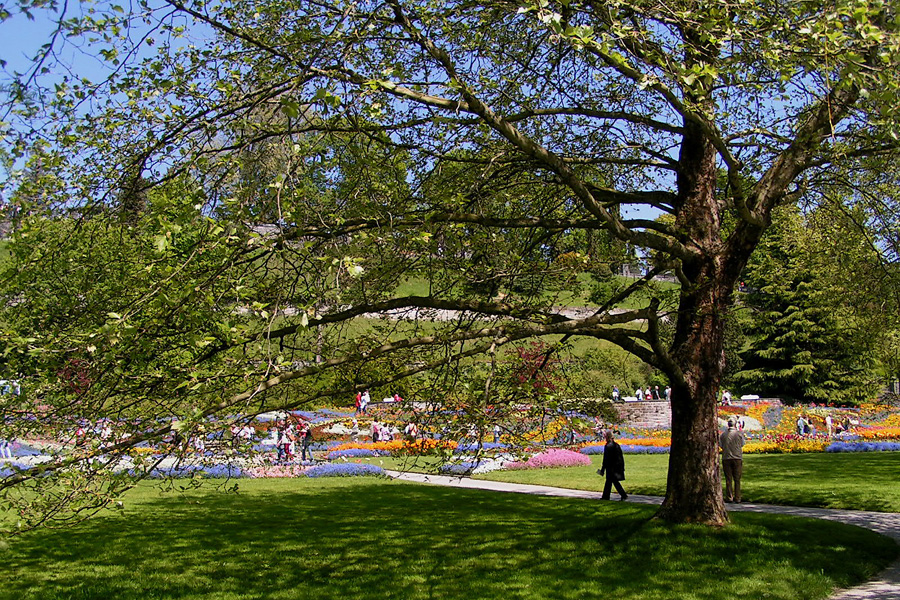
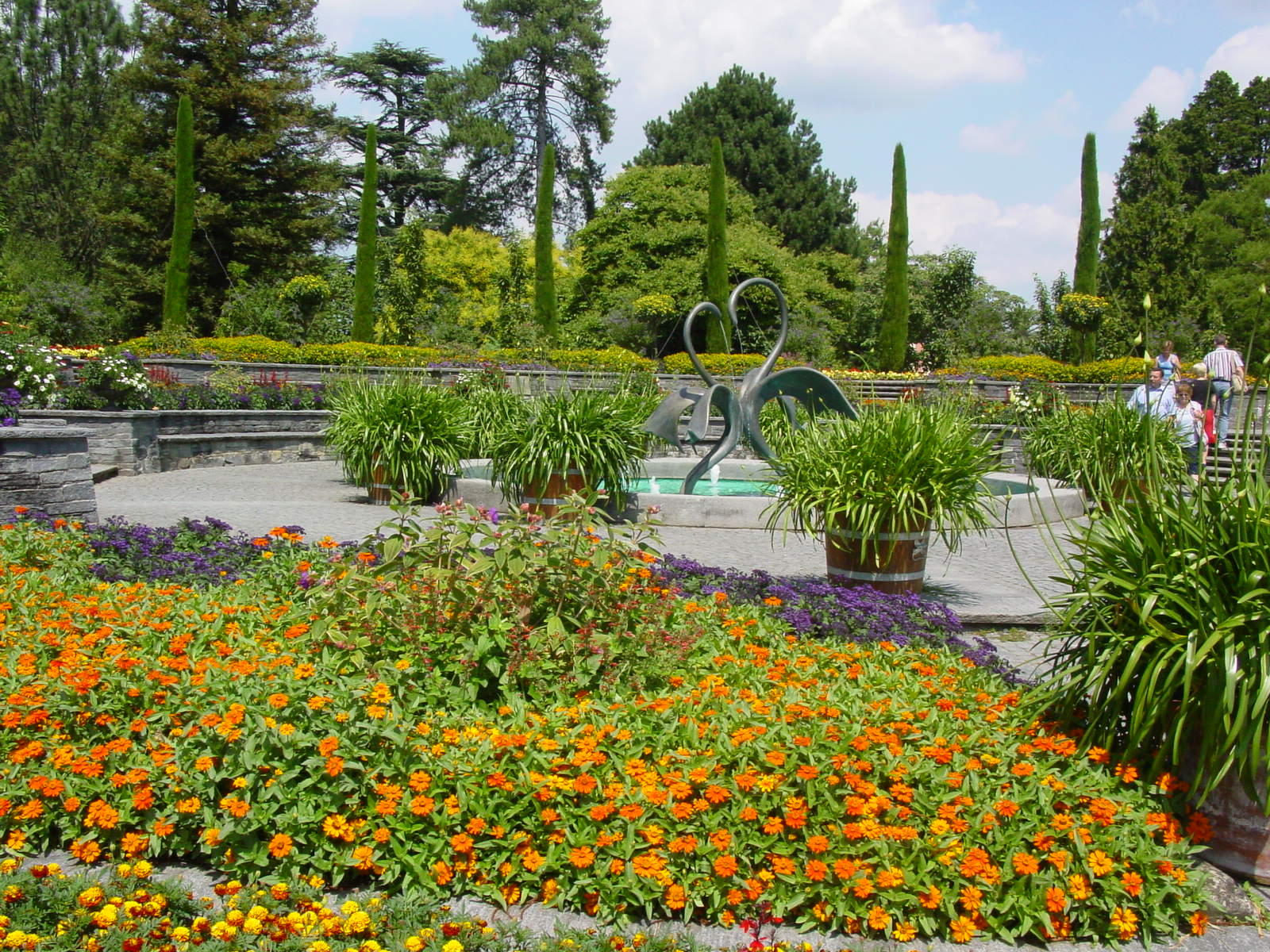
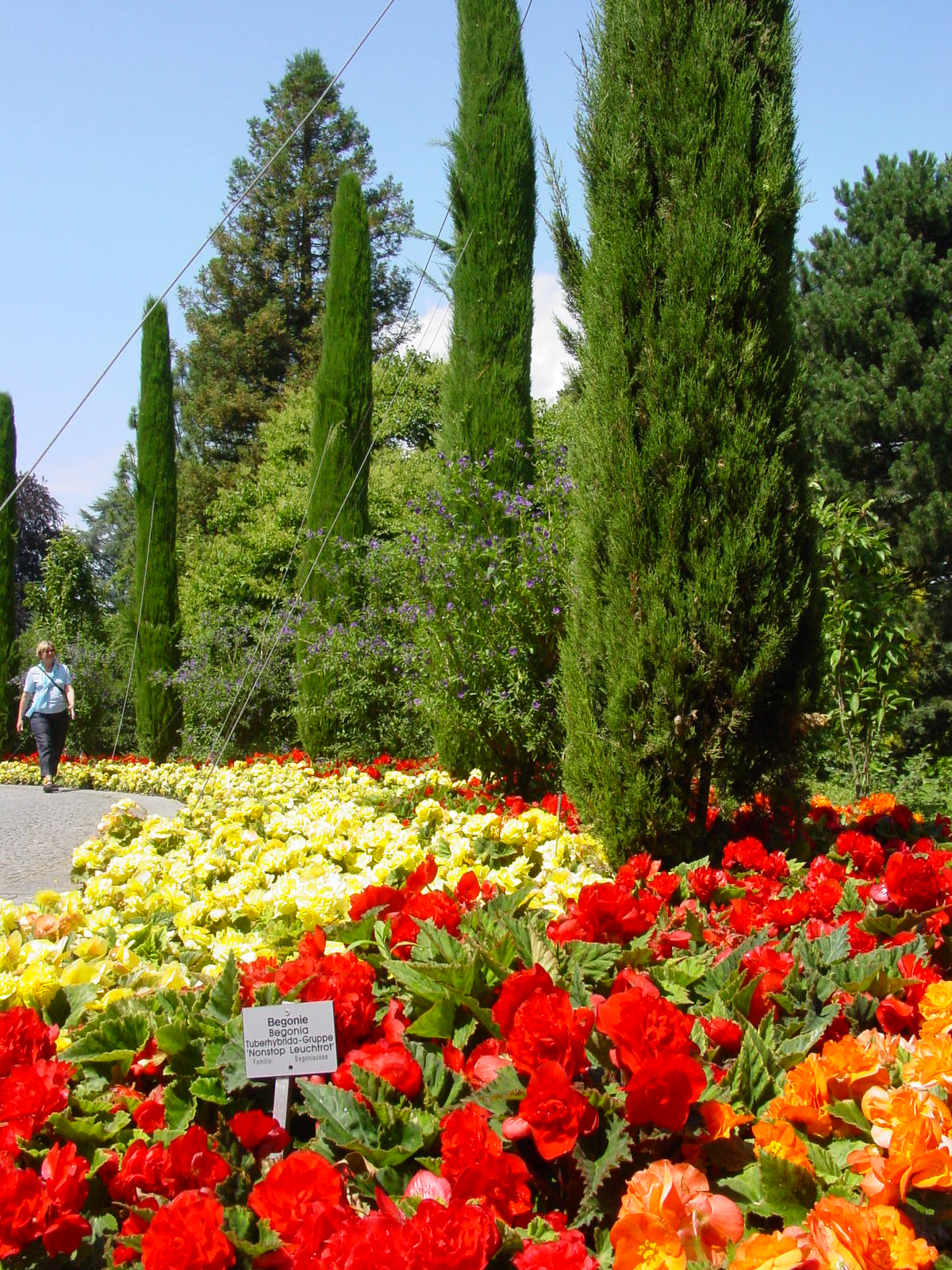
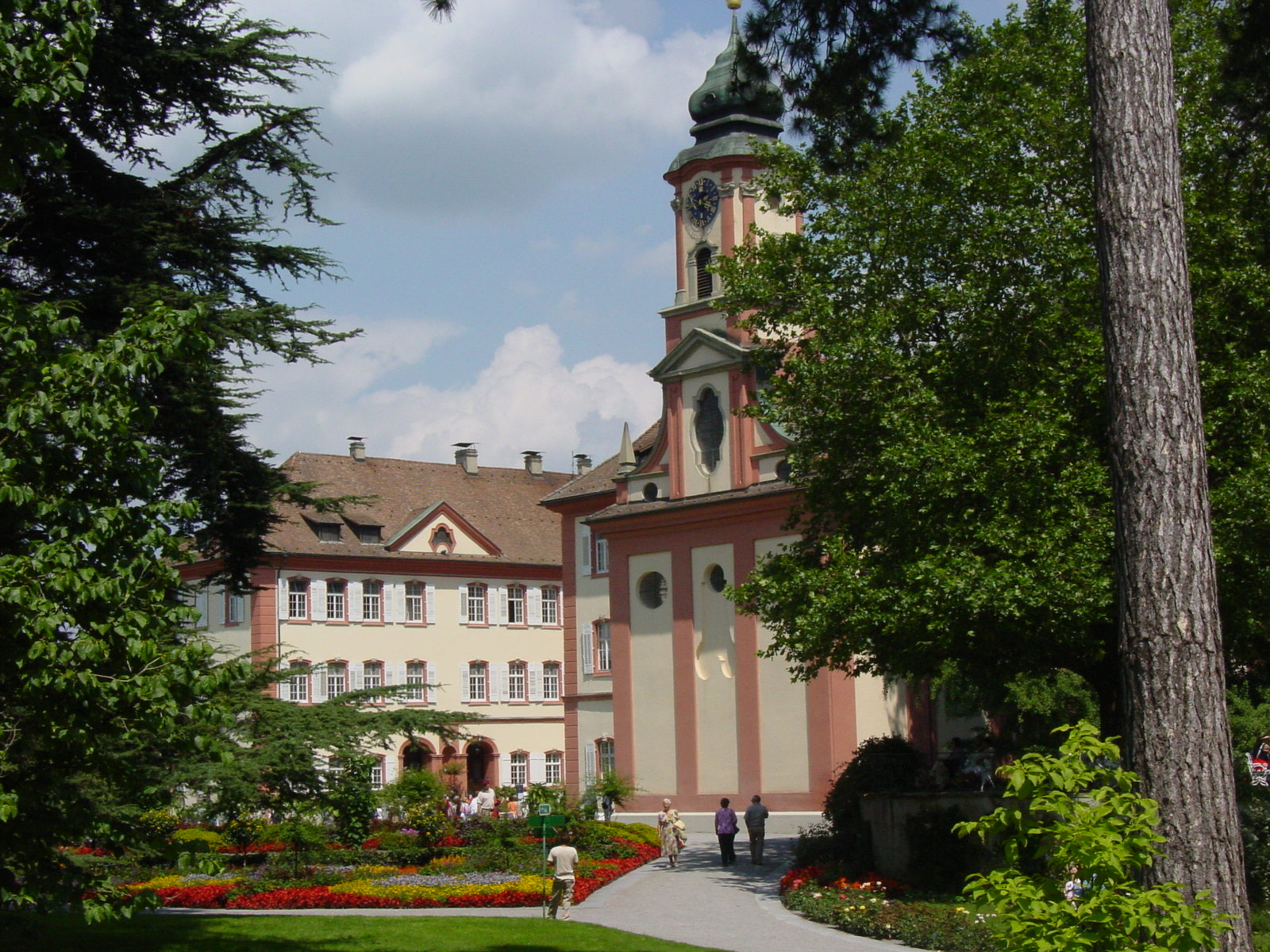
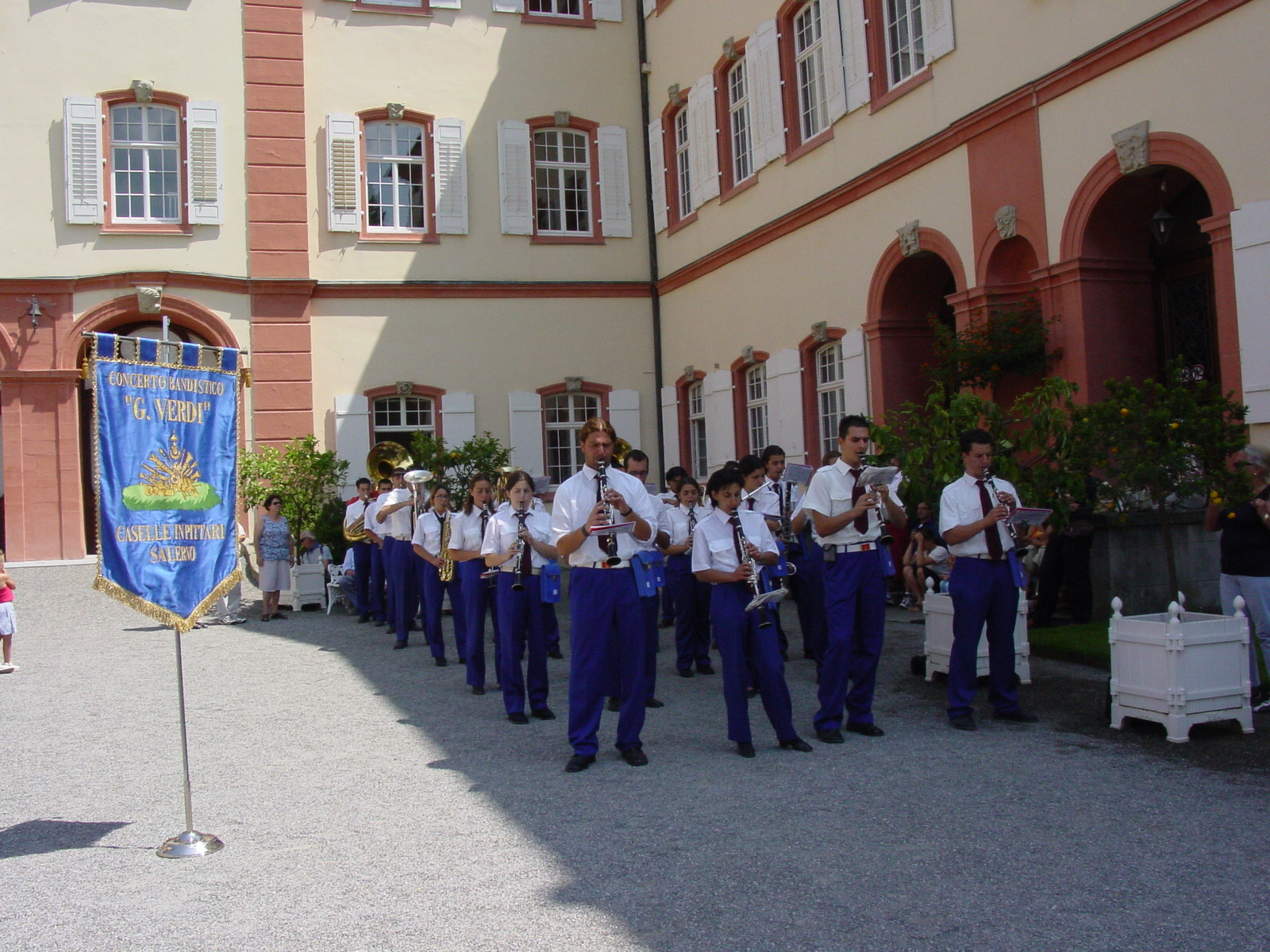
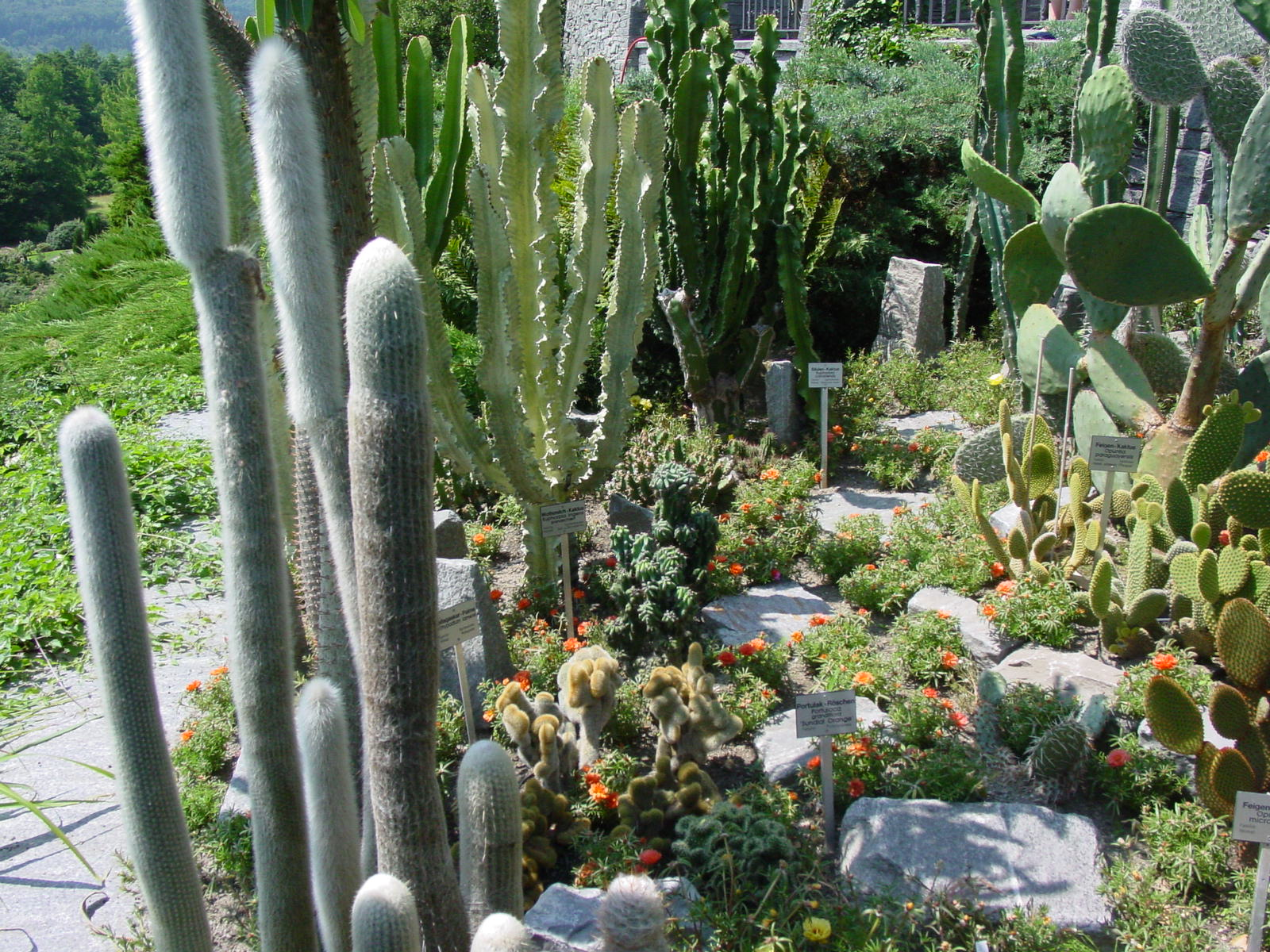
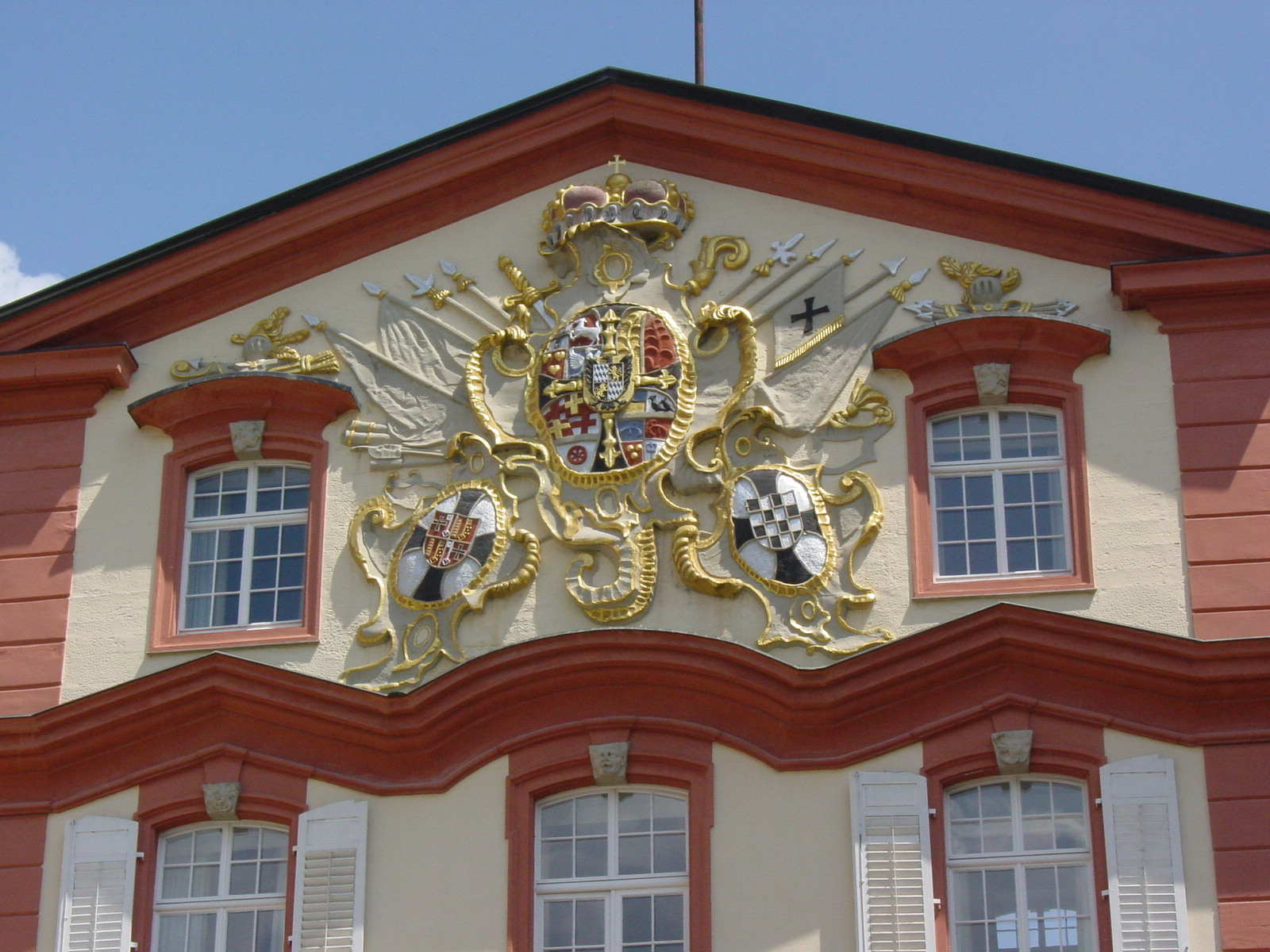
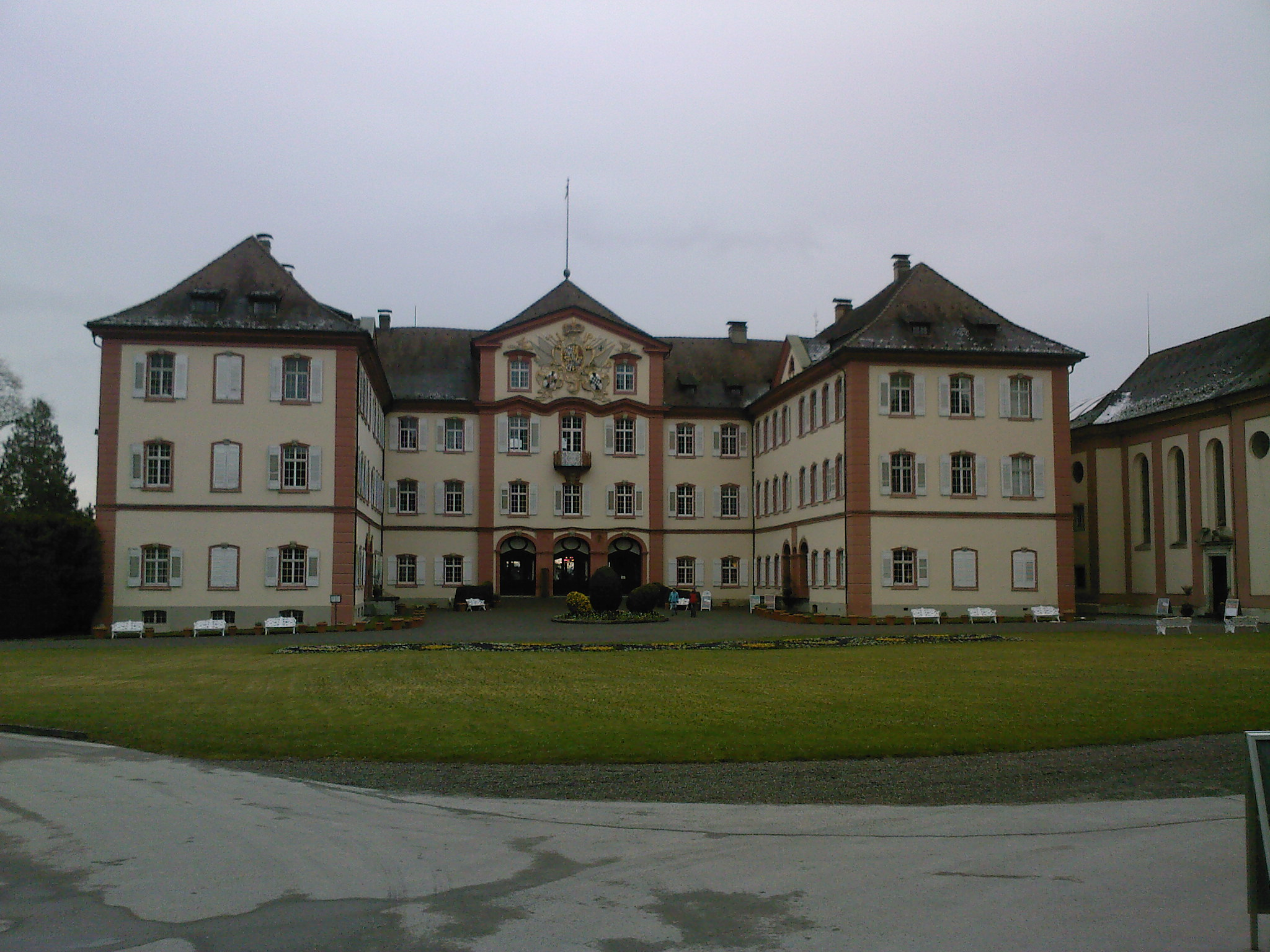
2008年春季 城堡